# 戰略自主
戰略自主（英語：Strategic Autonomy）是歐盟在馮德萊恩委員會下的一項戰略政策目標。
戰略自主定義是指在不嚴重依賴其他國家的情況下，國家能自由追求對其利益有利的外交政策。在歐盟的語境中，則是特指歐盟能在不過度依賴美國的情況下，保衛歐洲並在其鄰國採取軍事行動的能力。

## 背景
「戰略自主」這詞可以追溯到2013年12月，當時歐洲理事會呼籲發展歐洲自身的防務能力，以增強歐盟的戰略自主性。2016年，「戰略自主」成為歐盟全球戰略的一部分，旨在提高歐盟的防禦能力，在2017年設立的歐洲國防基金便是計劃的一部分。「戰略自主」成為馮德萊恩委員會的核心政策，她表示打算設立一個「地緣政治委員會」。委員會的成員何塞·波瑞爾·豐特列斯及蒂埃里·布雷頓認為歐洲的軟實力需要得到硬實力的支撐。
最初，歐洲戰略自主的概念是受到法國的啟發，法國一直在歐盟層面上倡導這一戰略。然而，戰略自主已經發展成為一個更廣泛的概念，包括經濟、能源和數字政策。在戰略自治政策的優先事項方面，德國等歐盟成員國表現出與法國不同的偏好。

## 後特朗普時代
在特朗普擔任美國總統期間，戰略自主是歐洲國防政策的優先事項，因為特朗普被歐盟視為不可靠的伙伴。不過，戰略自治的目標不是讓歐盟單獨採取軍事行動，歐盟在政策本質上可以被描述為不干涉主義。拜登當選後改變特朗普時期的立場，積極與歐洲改善關係，但同時也令到「戰略自主」的政策失去方向。法國和德國在歐洲國防和戰略自治的問題上因此產生了分歧。拜登政府對歐盟的「戰略自主」的野心和歐盟發展自己的軍事能力上表示批評。

## 另見
- GAIA-X